# Begonia guaduensis
Espèce
Synonymes
- Begonia andreana Sprague[1]
- Begonia guaduensis var. andreana L.B.Sm. & B.G.Schub.[1]
- Begonia laurina A.DC.[1]
- Begonia ottonis Walp.[1]
- Begonia serratifolia C.DC.[1]
- Begonia walpersii Heynh.[1]
- Donaldia ottonis (Walp.) Klotzsch[1]

Begonia guaduensis est une espèce de plantes de la famille des Begoniaceae.
L'espèce fait partie de la section Ruizopavonia.
Elle a été décrite en 1825 par Karl Sigismund Kunth (1788-1850).

## Répartition géographique
Cette espèce est originaire des pays suivants : Colombie ; Équateur ; Panama ; Pérou ; Venezuela.

## Liste des variétés
Selon Tropicos (6 février 2017) :
- variété Begonia guaduensis var. andreana (Sprague) L.B. Sm. & B.G. Schub.